# Willard Mullin
Willard Mullin (* 14. September 1902 in Franklin (Ohio); † 20. Dezember 1978) war ein US-amerikanischer Sport-Cartoonist. Sein bekanntestes Werk waren die "Brooklyn Bum", eine Baseball-Cartoonserie über die Brooklyn Dodgers.
Als junger Mann hatte Mullin einen Arbeitsunfall, worauf er schwor Künstler zu werden. Er wurde Angestellter der Zeitung Los Angeles Herald und lernte dort die Foto-Retusche mit dem Pinsel und das Arbeiten unter Zeitdruck. Er zeichnete bald darauf Cartoons für das Blatt. Sein besonders plastischer Stil wurde bekannt und geschätzt.
Nach 12 Jahren beim "Herald" ging er nach New York City und veröffentlichte täglich Cartoons für die E. W. Scripps-Company in der Zeitung New York World-Telegram and Sun für Jahrzehnte und wurde auch in den Magazinen Sporting News oder Collier’s veröffentlicht.

## Preise & Auszeichnungen
- 1954: Reuben Award für Sports